# Ugrinovci (Zemun)
Pour les articles homonymes, voir Ugrinovci.
Ugrinovci (en serbe cyrillique : Угриновци) est une localité de Serbie située dans la municipalité de Zemun et sur le territoire de la Ville de Belgrade. Au recensement de 2011, elle comptait 10 070 habitants.
Ugrinovci est officiellement classé parmi les villages de Serbie.

## Géographie

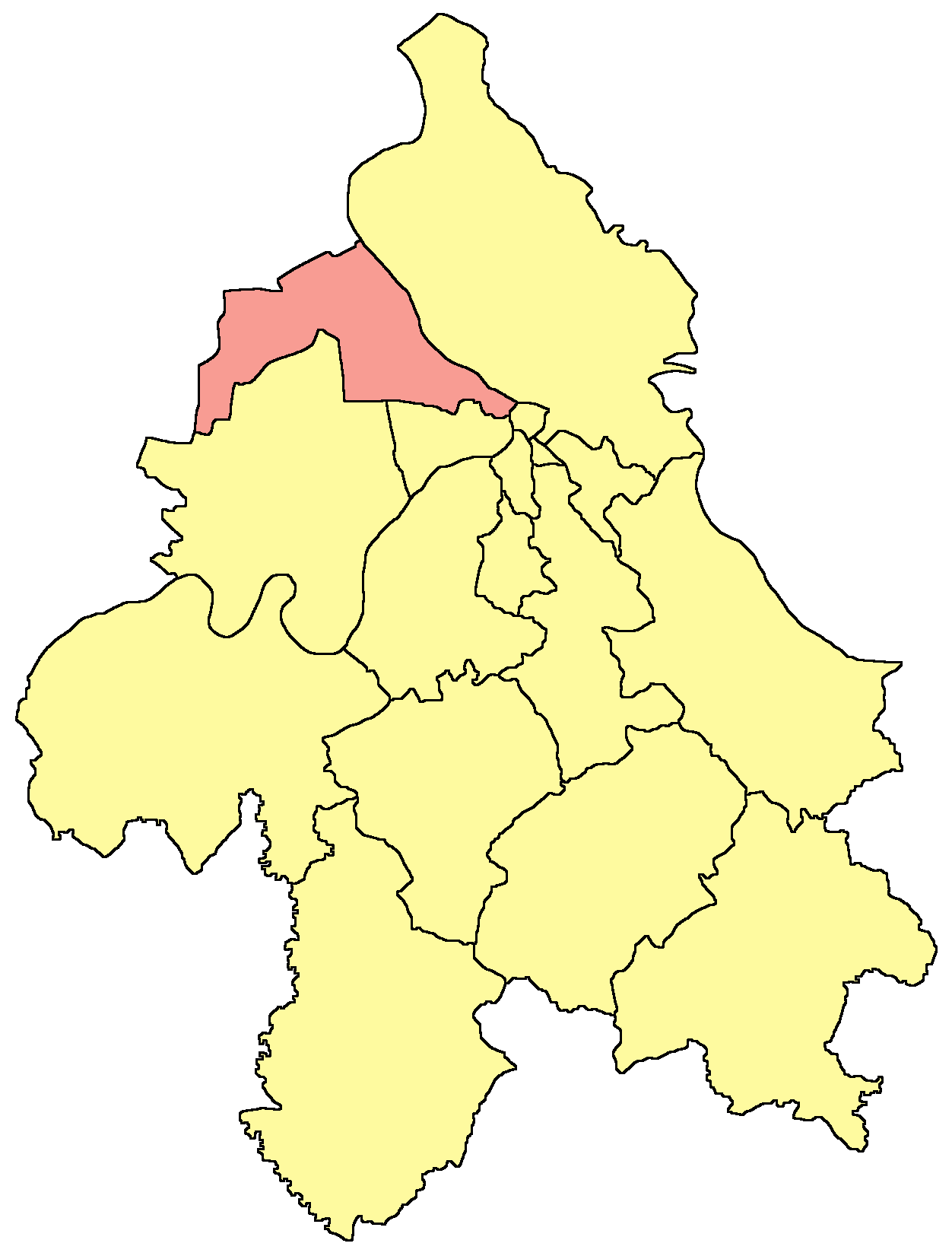
Localisation de la municipalité de Zemun dans la Ville de Belgrade

Ugrinovci est situé à l'est de la région de Syrmie, dans la partie occidentale de la municipalité de Zemun, près de la limite administrative de la province autonome de Voïvodine. Le village se trouve sur la route Batajnica-Dobanovci. Au nord, en direction de Batajnica, qui est située à 8 km, s'étend le hameau de Busije, qui est considéré comme un sous-quartier d'Ugrinovci ; au nord, en direction de Dobanovci, se trouve le hameau de Grmovac, qui est lui aussi administrativement rattaché à Ugrinovci.

## Histoire
L'église Saint-Georges a, pour l'essentiel, été construite entre 1734 et 1779 ; de style baroque, elle figure aujourd'hui sur la liste des biens culturels protégés de la Ville de Belgrade.

## Démographie
Depuis 1991, la population d'Ugrinovci a plus que doublé ; cet accroissement est principalement dû à l'installation de nombreux réfugiés serbes chassés de Croatie après l'opération Tempête de 1995[réf. nécessaire].

### Évolution historique de la population
| 1948  | 1953  | 1961  | 1971  | 1981  | 1991  | 2002  | 2011   |
| ----- | ----- | ----- | ----- | ----- | ----- | ----- | ------ |
| 1 769 | 1 728 | 1 895 | 2 258 | 3 278 | 4 104 | 7 199 | 10 070 |

|  |